# Краус, Кристиан Якоб
Кристиан Якоб Краус (нем. Christian Jacob Kraus; 1753—1807) — профессор практической философии и камеральных наук (наук о государственном управлении, включавших экономическую теорию того времени) в Кёнигсберге.

## Биография
Последователь Давида Юма и отчасти Канта (учеником которого был) в учении о пространстве и времени. Перевёл на немецкий «Исследование о природе и причинах богатства народов» Смита.
Один из вдохновителей реформ Штейна и Гарденберга, учитель видных политиков фон Ауэрсвальда и Теодора фон Шёна.
Вместе с Кантом и Иоганном Гаманом был центром интеллектуальной жизни Кёнигсберга своего времени. Ректор Кёнигсбергского университета в 1792 и 1798 годах.
Состоял членом масонской ложи «Zu den drei Kronen» в Кёнигсберге.
Похоронен на кладбище в Хаберберге вместе с другими ректорами Кёнигсбергского университета
После смерти Крауса Гербарт издал его «Nachgelassene philos. Schriften» (1812).